# Prata Camportaccio
Prata Camportaccio (Pràda Campürtasc in dialetto chiavennasco) è un comune italiano di 2 944 abitanti della provincia di Sondrio in Lombardia.
Il comune è costituito da due paesi principali: Prata Camportaccio propriamente detta, situata poco a sud di Chiavenna, e San Cassiano, che si trova a circa 5 km a sud del capoluogo comunale, con un numero leggermente superiore di abitanti.
Gli abitanti di Prata Camportaccio sono chiamati pratesi, mentre quelli di San Cassiano cassanesi.

## Geografia fisica

### Territorio
La sede comunale è il paese che dà il nome al comune, Prata Camportaccio, situata su un pendio percorso dal torrente Schiesone e abitato da circa 1224 persone. Il municipio si trova in via Ezio Vanoni 2 e nei suoi pressi è presente una postazione di bike sharing con biciclette a pedalata assistita.
Tra i centri del comune quello più popoloso è San Cassiano. Ha un'età media della popolazione piuttosto bassa rispetto alla media della zona, di poco inferiore ai 40 anni. È dominato dal Pizzo di Prata (2727 m s.l.m.).
Pizzo, Porettina, Tanno e Malaguardia sono le principali frazioni minori, con alcune centinaia di abitanti ciascuna (si calcola che a Tanno abitino circa 400 persone). Pizzo è un'area semi-urbanizzata con case poco agglomerate, a nord di San Cassiano. La Malaguardia, densamente abitata, è anche una via del comune, collocata alla sua estremità nord, a est della SS 36. Porettina è situata invece a sud di San Cassiano, ed è come Pizzo una zona non molto densamente abitata, con prati sparsi nel mezzo e precise aree dove le case sono maggiormente concentrate. È a sua volta suddivisa in Porettina Alta (via Predarossa e Campo Fiera), e Porettina Bassa (via Spluga, via Pirondini, via della Martina). Vi è infine Tanno, un'ulteriore frazione situata al confine nord con il comune di Chiavenna, e che con quest'ultima forma una conurbazione ininterrotta.
In località Pizzo si trova la piattaforma mandamentale per la raccolta e lo stoccaggio dei rifiuti urbani provenienti dall'area della Valchiavenna, gestita dalla Società per l'Ecologia e l'Ambiente, SECAM SPA di Sondrio.

## Storia
Da Prata Camportaccio, in epoca romana, passava la via Spluga, strada che metteva in comunicazione Milano con Lindau passando dal passo dello Spluga.
Il nome Prata attribuito all'abitato compare già in documenti del 973 d.C. ma il comune divenne autonomo da Chiavenna solamente verso il XIII secolo comprendendo anche le località di Uschione e Campedello che entrarono a far parte del Comune di Chiavenna rispettivamente nel 1872 e nella seconda metà del Cinquecento. Il nome Camportaccio venne aggiunto a Prata nel 1863 per evitare situazioni di omonimia.
Le tracce di San Cassiano risalgono invece al 1108 quando all'interno di un documento la frazione era stata definita "San Cassiano di Arona". Successivamente, nel Seicento, la denominazione mutò in "San Cassiano in Bosco", per divenire in tempi più recenti San Cassiano di Valchiavenna, chiamato però da tutti semplicemente San Cassiano.

### Simboli
Lo stemma comunale, adottato dal comune a fine ottobre 1994, è stato ufficialmente concesso con decreto del presidente della Repubblica del 9 dicembre 2021.
La banda azzurra rappresenta il torrente Schiesone, elemento di unione tra le frazioni; la lancia che rimanda alle incisioni rupestri di Dona. Vi sono inoltre raffigurati un capitello a crochet proveniente dall'antica chiesa di Santa Maria del monastero di Dona e il campanile della vecchia chiesa di San Cassiano.
Il gonfalone è un drappo di azzurro.

## Monumenti e luoghi di interesse
- Chiesa di San Cassiano. Terza chiesa della frazione, consacrata nel 1971 e dedicata alla Maternità della Beata Vergine Maria. Progettata dall'architetto Enrico Meroni di Cantù. Il campanile è stato aggiunto nel 1997.
- Cine-oratorio di San Cassiano. Seconda chiesa della frazione, costruita nel 1893 dopo che un'alluvione aveva distrutto quella precedentemente in uso. Oggi adibita a cine-teatro ed oratorio. Permangono al piano superiore gli affreschi di Enrico Roveda da Plesio.
- Campanile vecchio di San Cassiano. Rimane solo il campanile della prima chiesa della frazione che nel 1887 venne travolta dalla piena del torrente Vallaccia.
- Chiesa Parrocchiale di Sant'Eusebio. Situata in Prata Centro risulta già esistente nel 1178 anche se venne sistemata e restaurata nel XVII secolo quando ha preso le sembianze che ha ancora oggi. Ha una facciata a capanna ed un campanile seicentesco. La chiesa conserva un fonte battesimale del 1605 in Pietra ollare. All'interno dell'edificio di culto si possono osservare numerosi affreschi e tele di artisti di rilievo come ad esempio Gian Battista Macolino.
- Campanile nero. Quel che rimane della chiesa di San Cristoforo e Pancrazio, nominata a Prata nel 1176. L'ordine di demolizione per la chiesa, dove veniva praticato il culto evangelico, venne decretato nel 1628 dal vescovo Lazzaro Carafino a causa delle pessime condizioni in cui versava l'edificio. Rimase in piedi solamente il campanile Romanico, una delle poche testimonianze dello stile romanico in Valchiavenna. Il nome "Campanile nero" deriva dal suo colore scuro.
- Lance di Dona. Incisioni rupestri individuate nel 1978 su di un sasso situato in una posizione panoramica lungo il sentiero che collega Chiavenna alla località Dona. Le incisioni a forma di lancia sono state datate alla tarda Età del bronzo o alla prima Età del ferro.

## Società

### Evoluzione demografica
Abitanti censiti

## Cultura

### Biblioteche
La biblioteca comunale, unica in Valchiavenna a offrire un'apertura serale (giovedì dalle 20.00 alle 22.00), si trova nella frazione di San Cassiano, in prossimità della banca del paese.

### Eventi
Da qualche anno, in occasione della penultima domenica di novembre, presso l'area crotti di Prata si svolgono i mercatini di Natale, iniziativa per famiglie e bambini che riscuote un notevole successo per la location suggestiva e la minuziosa cura delle numerose bancarelle.

## Infrastrutture e trasporti
Il comune è servito dalla linea di autubus STPS.
È inoltre attraversato dalla Strada statale 36 del lago di Como e dello Spluga e dalla linea ferroviaria Colico-Chiavenna con due stazioni: Prata Camportaccio e San Cassiano Valchiavenna.